# Балканити
„Балканити“ (известна в миналото и с името Творчески дом „Витоша“ – БАН) е туристическа хижа, намираща се в местността „Бели бряг“ в планината Витоша. Представлява двуетажна сграда с туристическа столова. Преди да получи името си „Балканити“ сградата се използва като почивна ведомствена база на БАН.

## Изходни пунктове
- местността Златните мостове (последна спирка на автобус № 63) – 10 минути
- квартал Княжево – 1,30 часа

## Съседни туристически обекти
- заслон „Черни връх“ – 2,30 часа
- хижа „Еделвайс“ – 1,10 часа
- хижа „Момина скала“ – 20 минути
- хижа „Планинарска песен“ – 50 минути
- хижа „Кумата“ – 50 минути